# Kwik(II)sulfaat
Kwik(II)sulfaat is een kwikzout van zwavelzuur, met als brutoformule HgSO4. De stof komt voor als witte monokliene kristallen, die hevig reageren met water.

## Synthese
Kwik(II)sulfaat kan bereid worden door reactie van kwik met geconcentreerd zwavelzuur:
{\displaystyle {\ce {Hg + 2H2SO4 -> HgSO4 + SO2 + 2H2O}}}
Het gebruikt van zuiver zwavelzuur is essentieel, omdat het enkel uit een dergelijke oplossing kan worden uitgekristalliseerd. De reden is dat kwik(II)sulfaat reactie aangaat met water, met vorming van het gele basisch kwik(II)sulfaat:
{\displaystyle {\ce {3HgSO4 + 2H2O -> HgSO4 . 2HgO + 2H2SO4}}}

## Eigenschappen
Bij verhitting tot boven 450 °C ontleedt kwik(II)sulfaat, met vorming van elementair kwik, water, zwaveldioxide en een zeer klein gedeelte zwaveltrioxide. Kwik(II)sulfaat reageert hevig met zoutzuur.

## Toepassingen
Kwik(II)sulfaat wordt aangewend als katalysator bij de synthese van aceetaldehyde uit ethyn en water. Als nevenproduct ontstaat het uiterst toxische en bioaccumuleerbare methylkwik.

## Toxicologie en veiligheid
De stof ontleedt onder invloed van licht en bij verhitting tot 450 °C, met vorming van zeer giftige kwikdampen en zwaveloxiden. De oplossing in water is een matig sterk zuur. Kwik(II)sulfaat reageert met waterstofhalogeniden.
De stof is corrosief voor de ogen, de huid en de luchtwegen. Ze kan effecten hebben op het maag-darmstelsel en de nieren, met als gevolg respectievelijk weefsel- en nierbeschadiging.
Bij langdurige of herhaalde blootstelling kunnen er effecten op de nieren, het centraal en het perifeer zenuwstelsel optreden, met als gevolg een verstoorde werking van de zintuigen, het geheugen en het evenwichtsorgaan, spierzwakte en verstoorde werking van de nieren.